# Przemsza (dopływ Siedliczki)
Przemsza – strumień długości około 4 km mający źródła na Wzgórzach Warszewskich w rejonie wsi Przęsocin (gmina Police). 
Płynie przez Puszczę Wkrzańską i uchodzi do Siedliczki przy granicy miasta Police.